# Bossenwerk

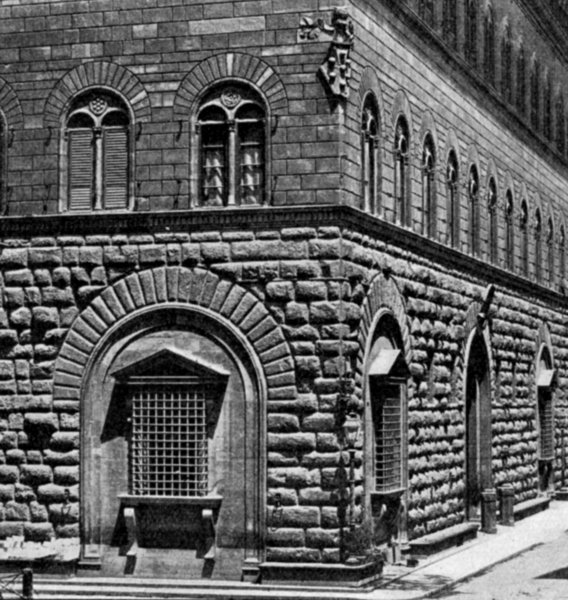
Fassade mit Bossenwerk des Palazzo Medici-Riccardi in Florenz, um 1440

Bossenwerk bzw. Bossenmauerwerk besteht aus Werksteinen mit Bossen. Der Baufachbegriff Bosse (von mittelhochdeutsch bozen für ‚schlagen‘) steht im Bauwesen für die nur roh zugerichtete und daher buckelige Vorderseite bzw. Ansichtsfläche eines Werksteins oder Quaders.
Die handwerklich-steinmetzmäßige Herstellung der Quader erfolgt in mehreren Arbeitsschritten und beginnt mit dem groben Bossieren. Bei den meisten Natursteinmauern lässt man die Bossen stehen. Hiervon rührt die Bezeichnung Rustika (lateinisch rustica: bäuerlich, ländlich).
Mauerwerksbossen können auch als kunstvolle Zierform, bzw. Zierrustika aufgefasst sein. Hierfür bekannt sind die sogenannten Buckelquader beim hochmittelalterlichen Burgenbau, deren hochpräzise Herstellung man an den dünnen Mauerfugen und dem sauberen Randschlag erkennt.

## Bossenwerk/Bossenmauerwerk
Man unterscheidet verschiedene Arten von Bossenwerk. Bei Buckelquadern wird ein glatter Rand um die Bosse geschlagen. Wird die Bosse geglättet, spricht man von Kissenquadern oder Polsterquadern. Eine facettenartige, pyramidenförmige Stirnseite haben Diamantquader. In anderen Fällen schlägt man an der fertigen Mauer gezielt die Bossen ab und erhält so ein Facettenmauerwerk.

Bossen des Buckelquadermauerwerks
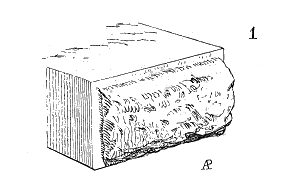
Bosse an Natursteinquader
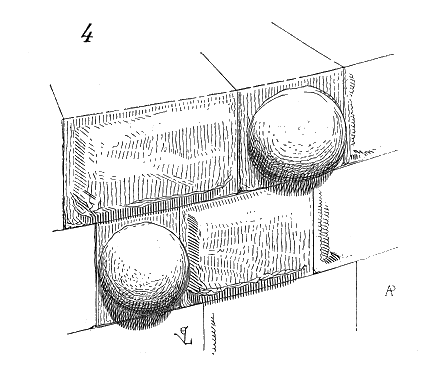
Halbkugelförmige Bossen als Verzierung des Mauerwerkes
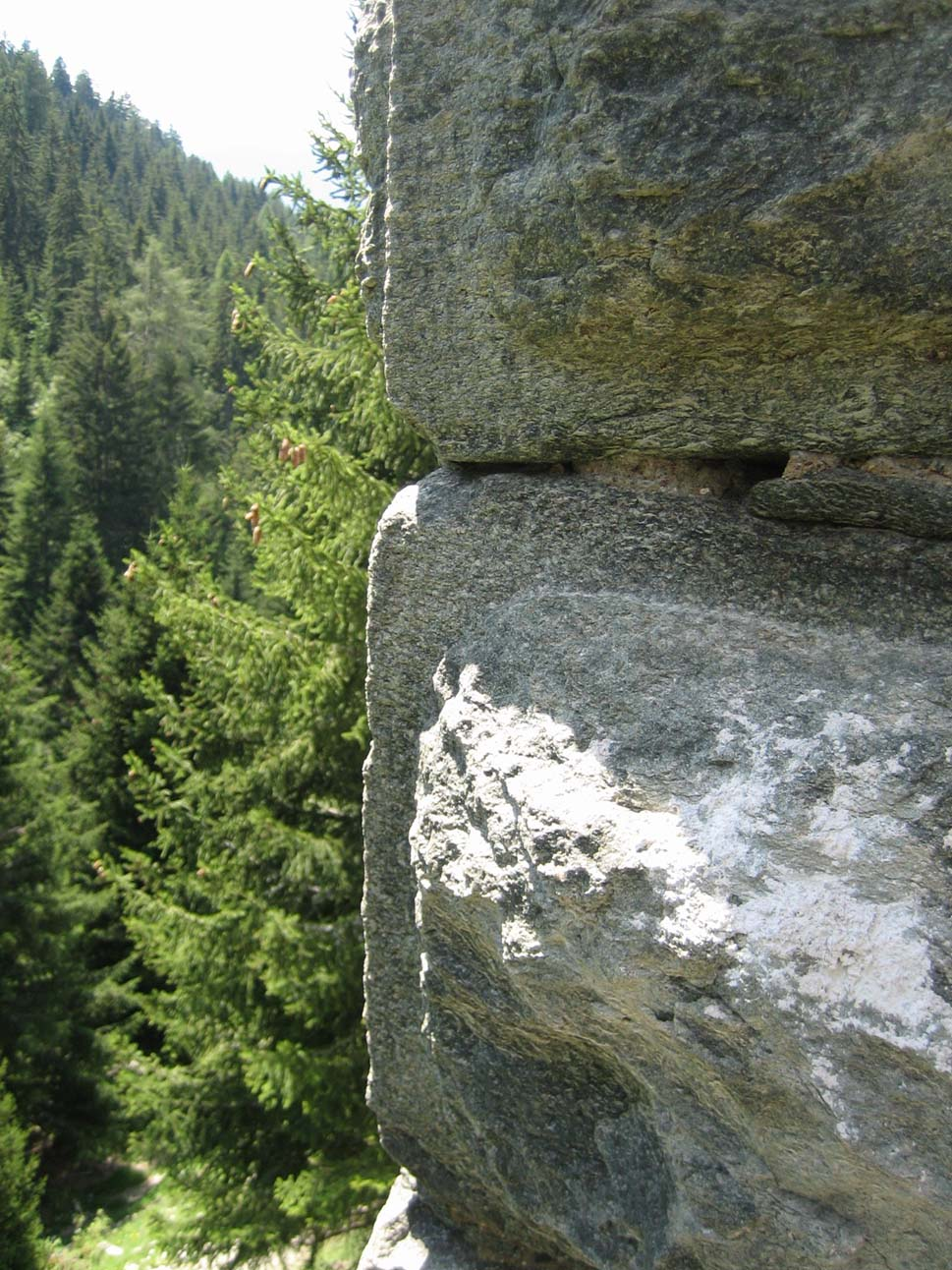
Mauerecke eines Buckelquadermauerwerks (Burg La Tur)
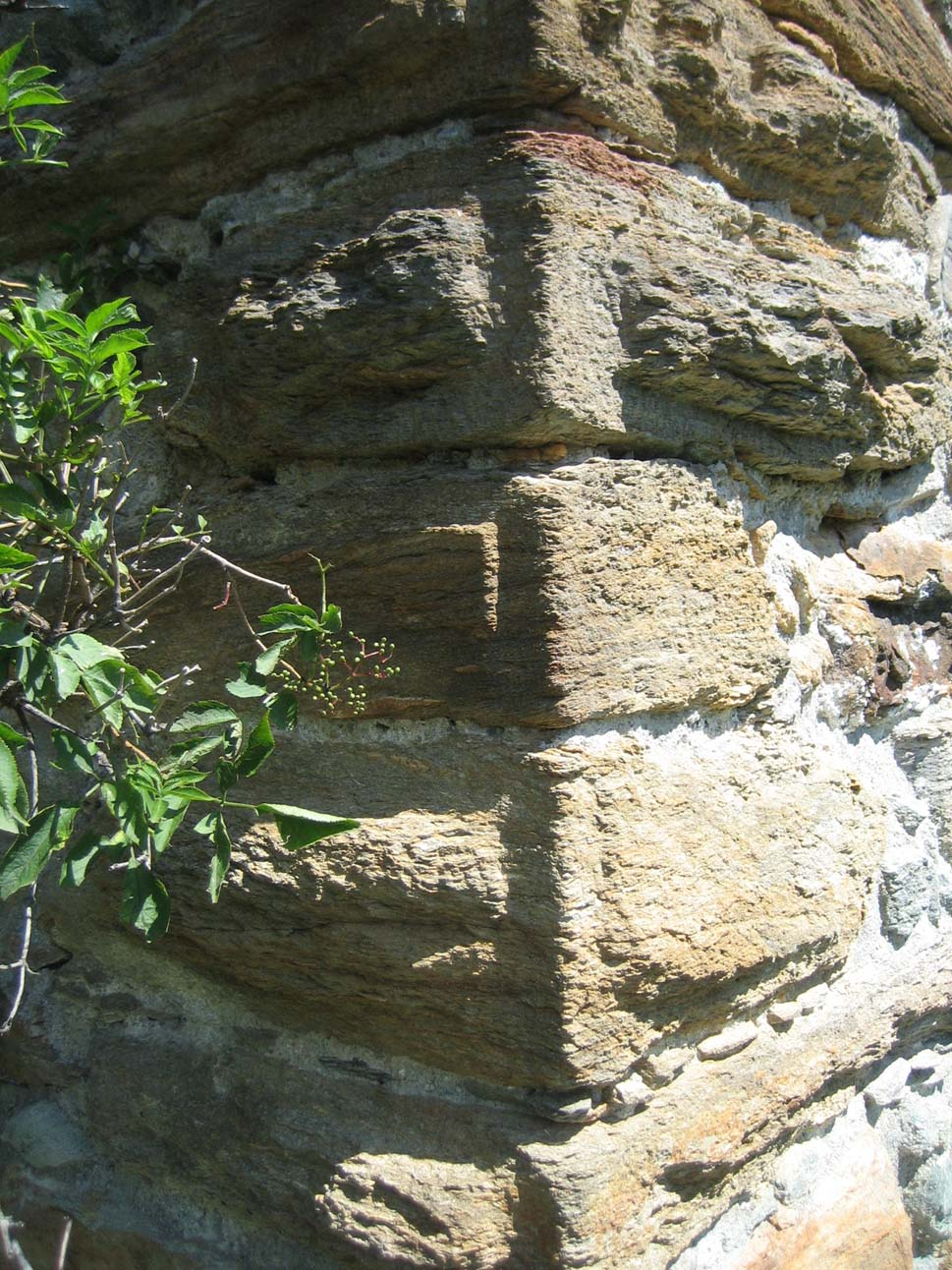
Mauerecke Burg Cagliatscha

Bossenwerk wurde in der Baukunst der Antike sowie im mittelalterlichen Burgenbau benutzt, häufig findet man Bossenmauerwerk an Burgen der Stauferzeit. Als Stilmittel kam es von der florentiner Frührenaissance bis zum Barock wieder zu breiter Anwendung, vor allem zur repräsentativ-wehrhaften Gestaltung der Erdgeschoss-Fassaden von Palästen und Schlössern.
Besonderer Beliebtheit erfreute sich das Bossenwerk im Manierismus mit betont derb behauenen, großen Quadern und teilweise auch bossierten Säulen. Bei einigen Palazzi des Manierismus wurde die Rustika auch durch unregelmäßig verputztes Ziegelmauerwerk vorgetäuscht. Diese Art Wandgliederung wird als Rustizierung bezeichnet.

Bossenmauerwerk an Palastfassaden
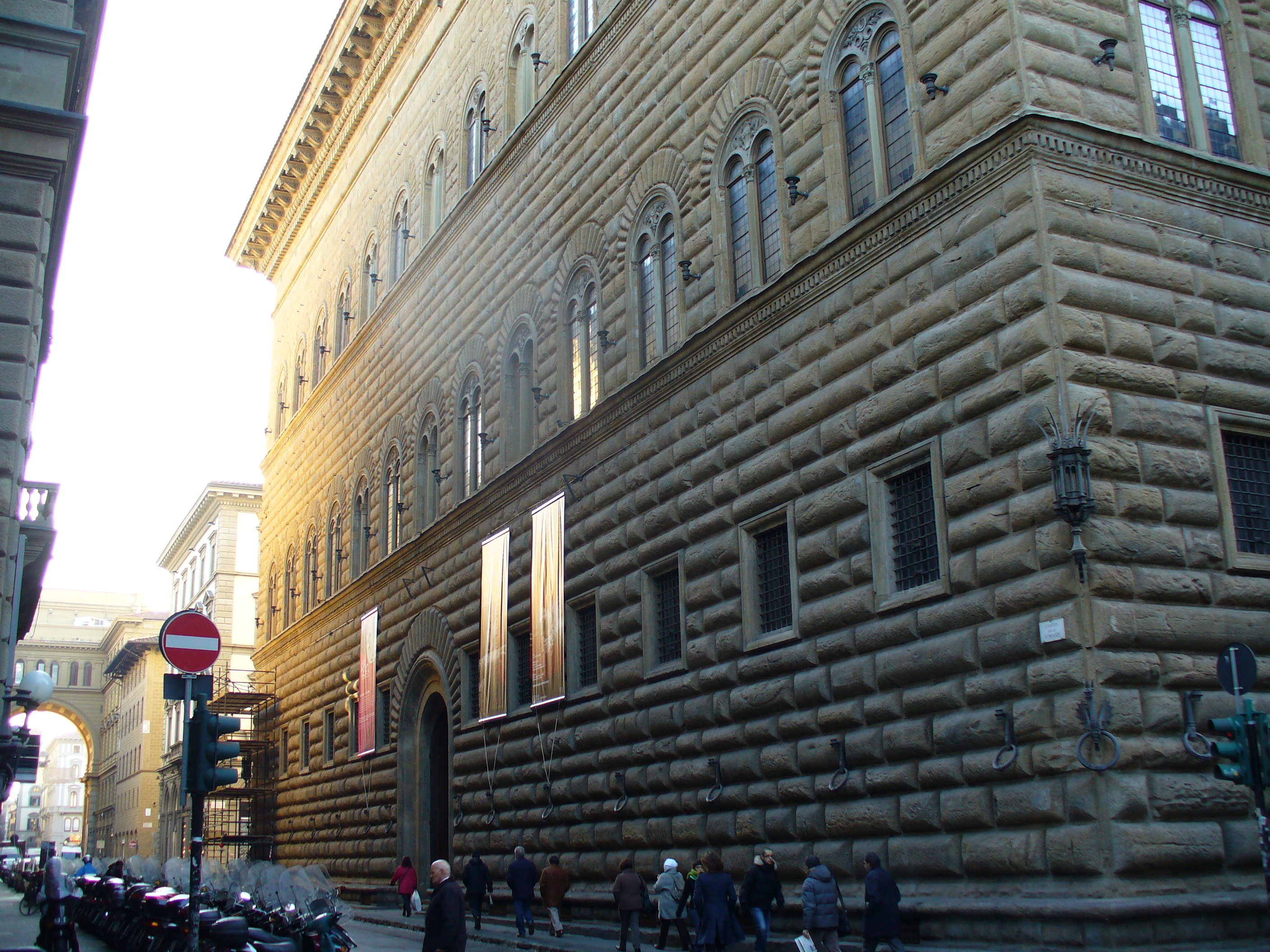
Polsterrustika. Florenz, Palazzo Strozzi
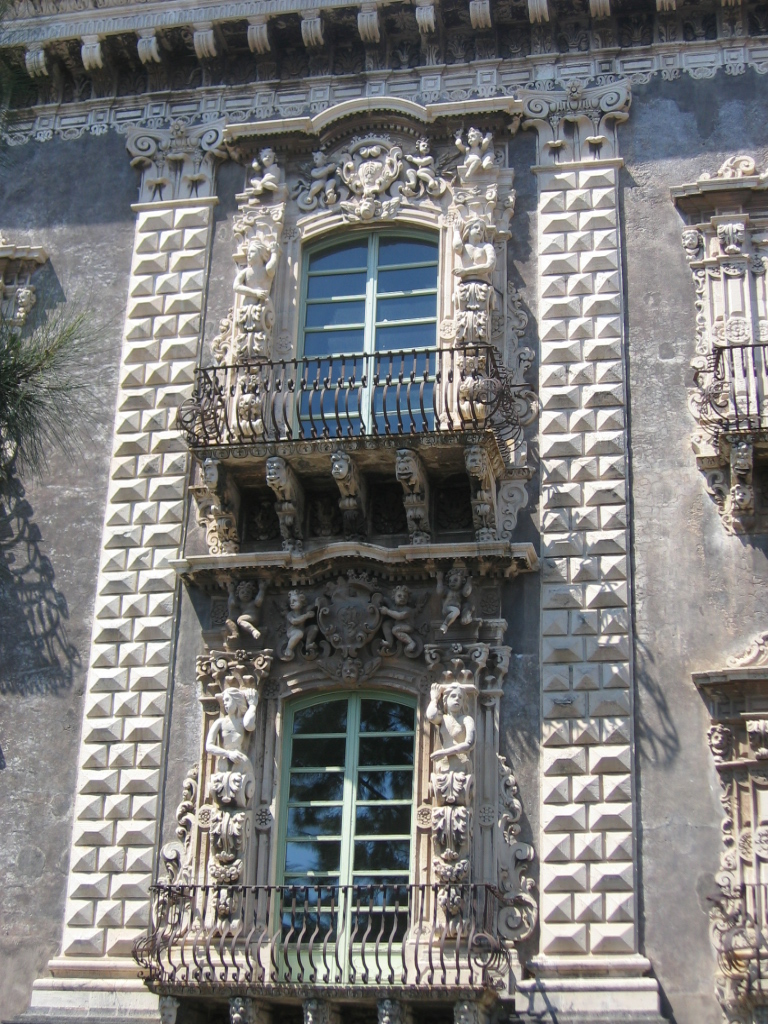
Kolossalpilaster mit Diamantsteinquaderung. Catania, Universität
Bossenmauerwerk am Palazzo Pitti in Florenz
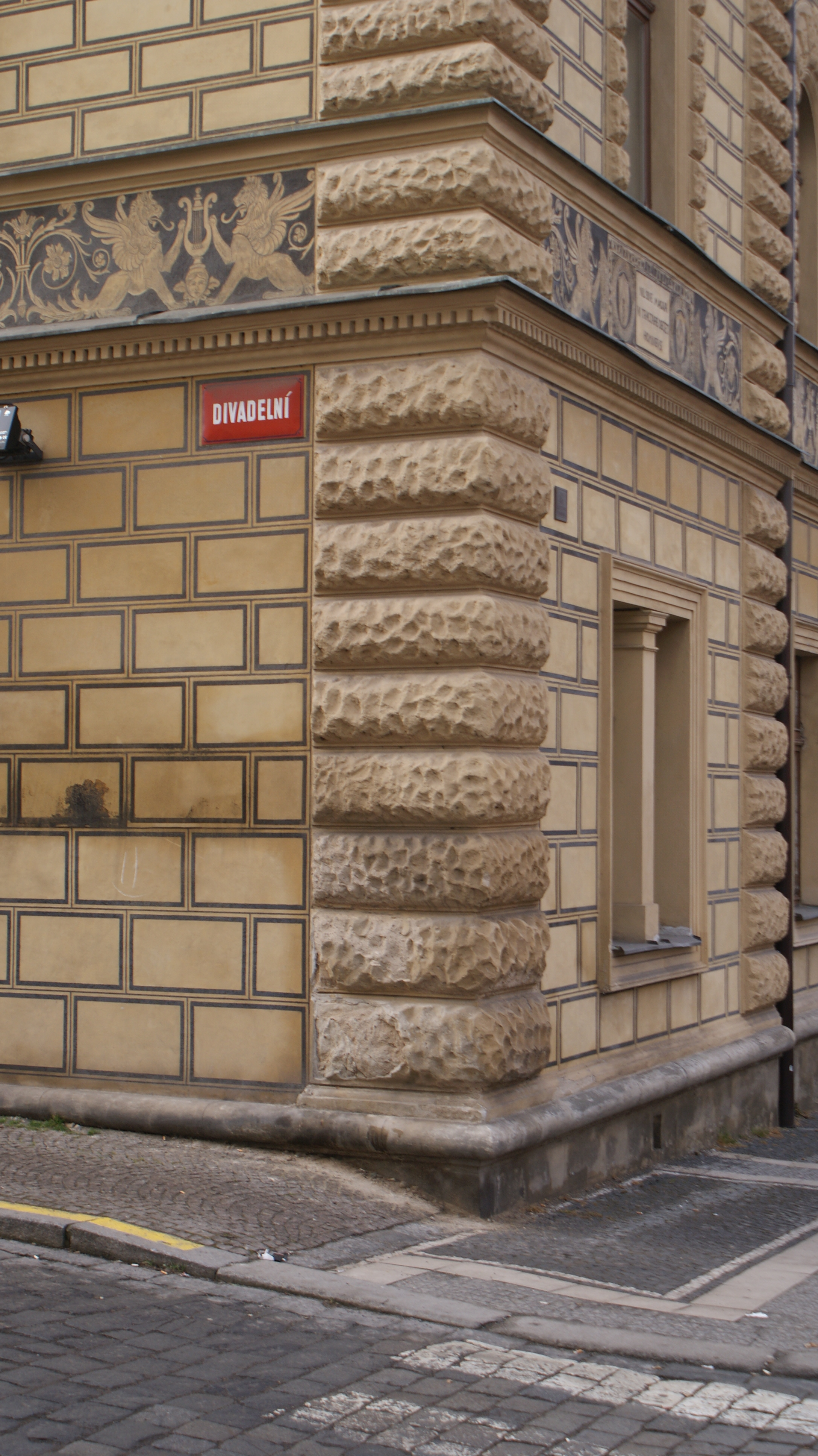
Bossenwerk an Mauerecken und zur Fassadengliederung. Wiehlhaus, Slaný (Schlan), Mittelböhmische Region, Tschechien

Alle Formen treten an historischen Fassaden seit dem 18. Jahrhundert auch in Putz und Stuck als nachgebildetes Mauerwerk auf. Wiederaufgegriffen wurde die Bossierung insbesondere im Historismus der Gründerzeit, etwa beim Wiener Ringstraßenstil.

## Varianten der Mauerwerksbosse

### Bossierung als Arbeitsschritt der Steinbearbeitung

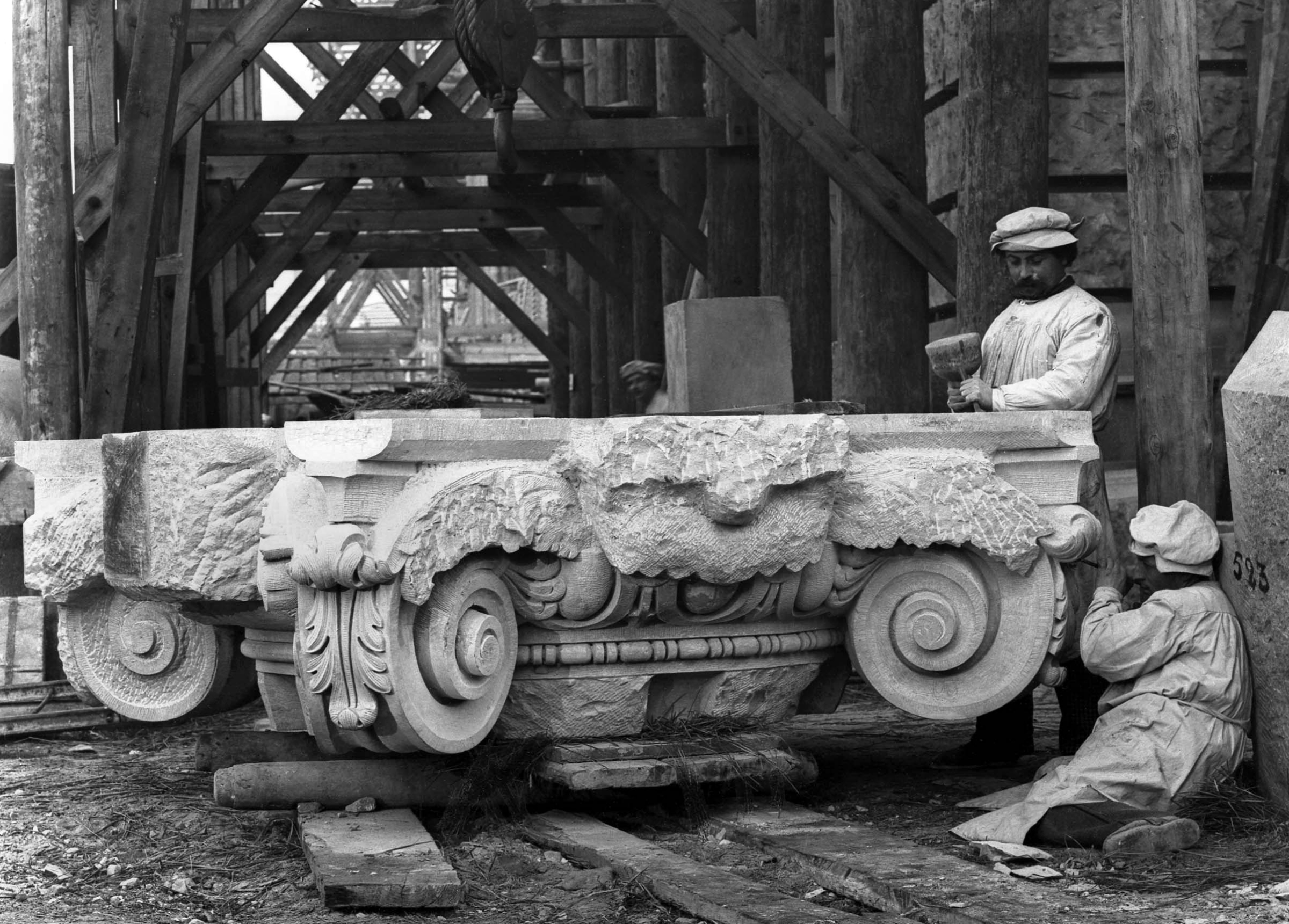
Steinmetze arbeiten 1890 an einem Kapitell des Berliner Reichstagsgebäudes, im oberen Teil ist der Werkstein noch bossiert

Die handwerkliche Herstellung der Quader oder Rohsteine durch Steinmetze erfolgt in mehreren Arbeitsschritten und beginnt mit dem Brechen eines Rohblocks im Steinbruch aus dem anstehenden Gestein. Dieser Rohblock kann in weitere Quader aufgespalten werden, die den späteren Ausmaßen des Werksteins in etwa entsprechen. Dabei wird im Steinbruch großer Überstand gebrochener Steinflächen entweder mit dem Bossierhammer (heute Vorschlaghammer) oder Setzhammer abgeschlagen oder durch den händischen oder maschinellen Einsatz von Steinspaltwerkzeugen oder mit Steinbearbeitungstechnik auf ein überstehendes Maß der späterer Werksteine hin bearbeitet. Dieser Überstand wurde „Bruchzoll“ genannt und mit dem Bossiereisen hergestellt; er betrug etwa drei Zentimeter und wurde von Steinmetzen auch „Bossen“ genannt.
Die beschriebene handwerkliche Technik des Steinmetzen mit eisernen Schlagwerkzeugen und Fäustel wird heute zumeist von Drucklufthämmern übernommen sowie durch den Einsatz von Maschinentechnik wie „Schrämen“ oder Gattersägen ersetzt. In der DIN 18332 (Natursteinarbeiten) aber ist „gebosst“ immer noch eine der vielen verschiedenen Arten der Bearbeitung von Werksteinoberflächen.

### Bosse als Schutz für künftige Reliefspartien
Ein Sonderfall ist der ungeplante Verbleib einzelner Bossen innerhalb einer ansonsten bearbeiteten Fassade: Ornamente und Reliefs wurden oft erst nach dem Versetzen der Steinquader ausgearbeitet, weshalb man an entsprechender Stelle ausreichend große, nur grob behauene Quader einsetzte. Manchmal unterblieb dann aber die Fertigstellung, beispielsweise weil die Bauarbeiten insgesamt eingestellt wurden oder der beauftragte Künstler nicht mehr zur Verfügung stand.

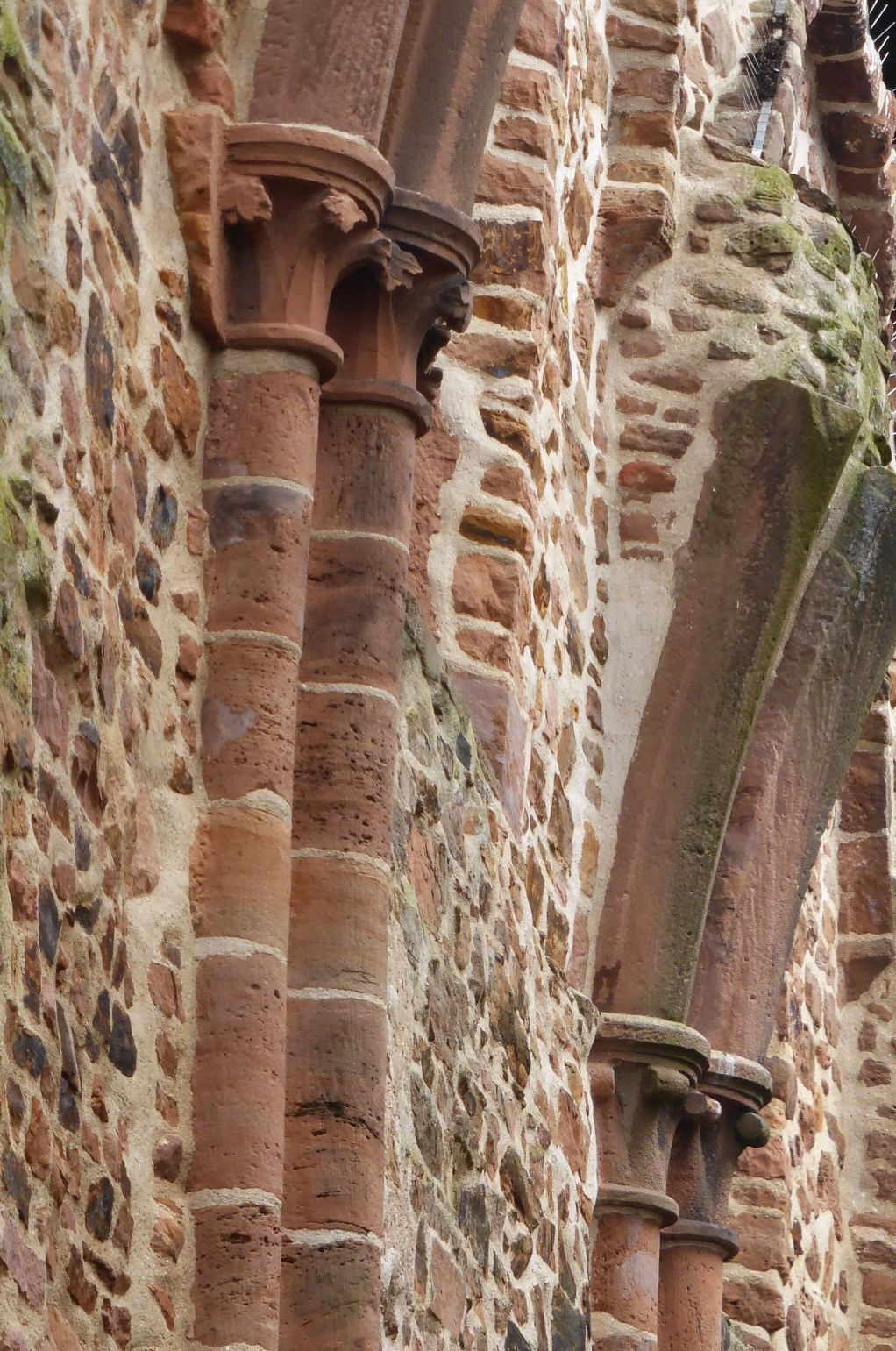
Frühgotische Knospenkapitelle, rechts nicht fertiggestellt und noch in Bosse (Totenkirche Treysa)
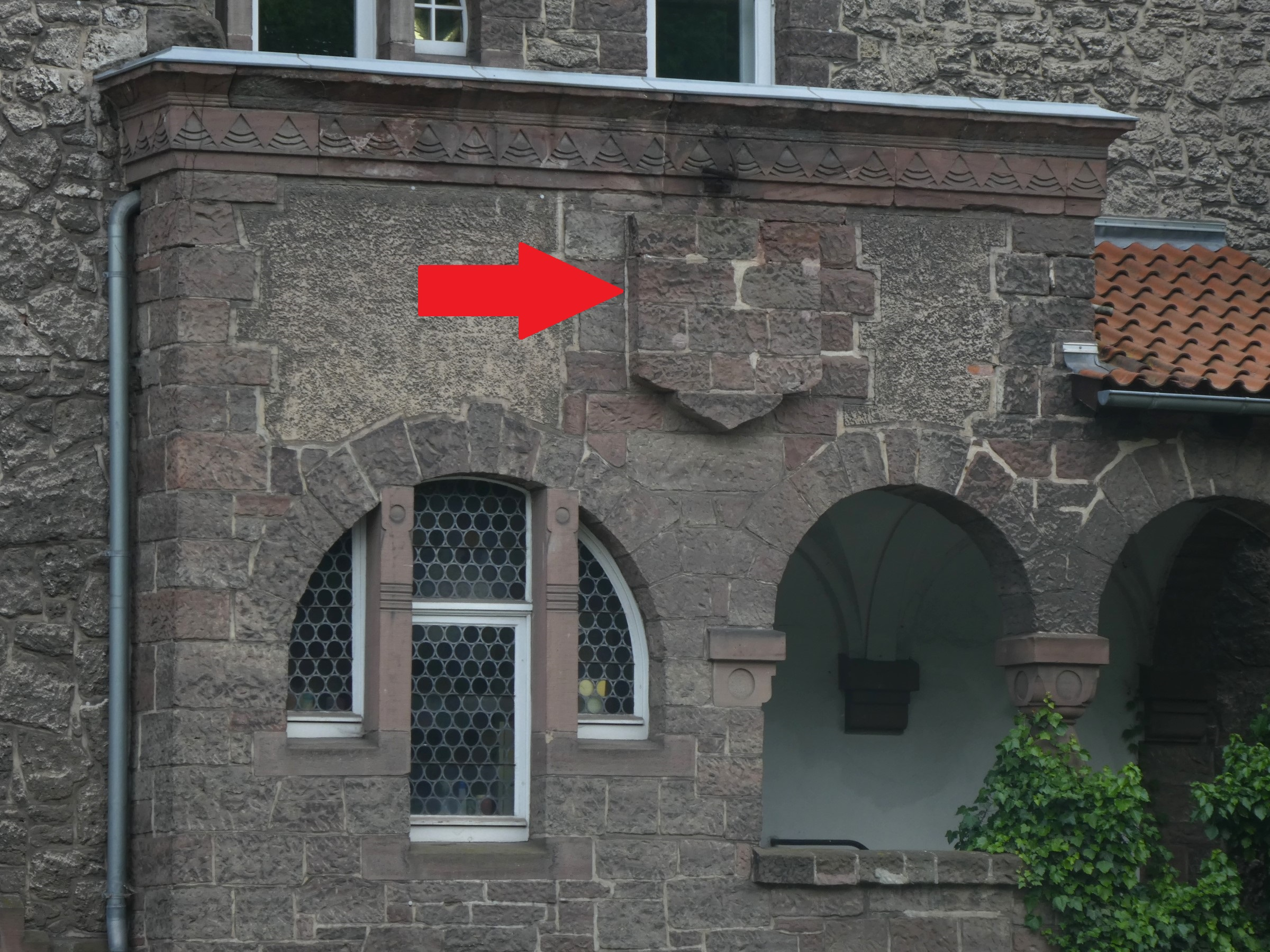
Bossierte Fläche eines nicht fertiggestellten Wappenreliefs (Göttingen, Bürgerstraße 64, Verbindungshaus Cheruscia)
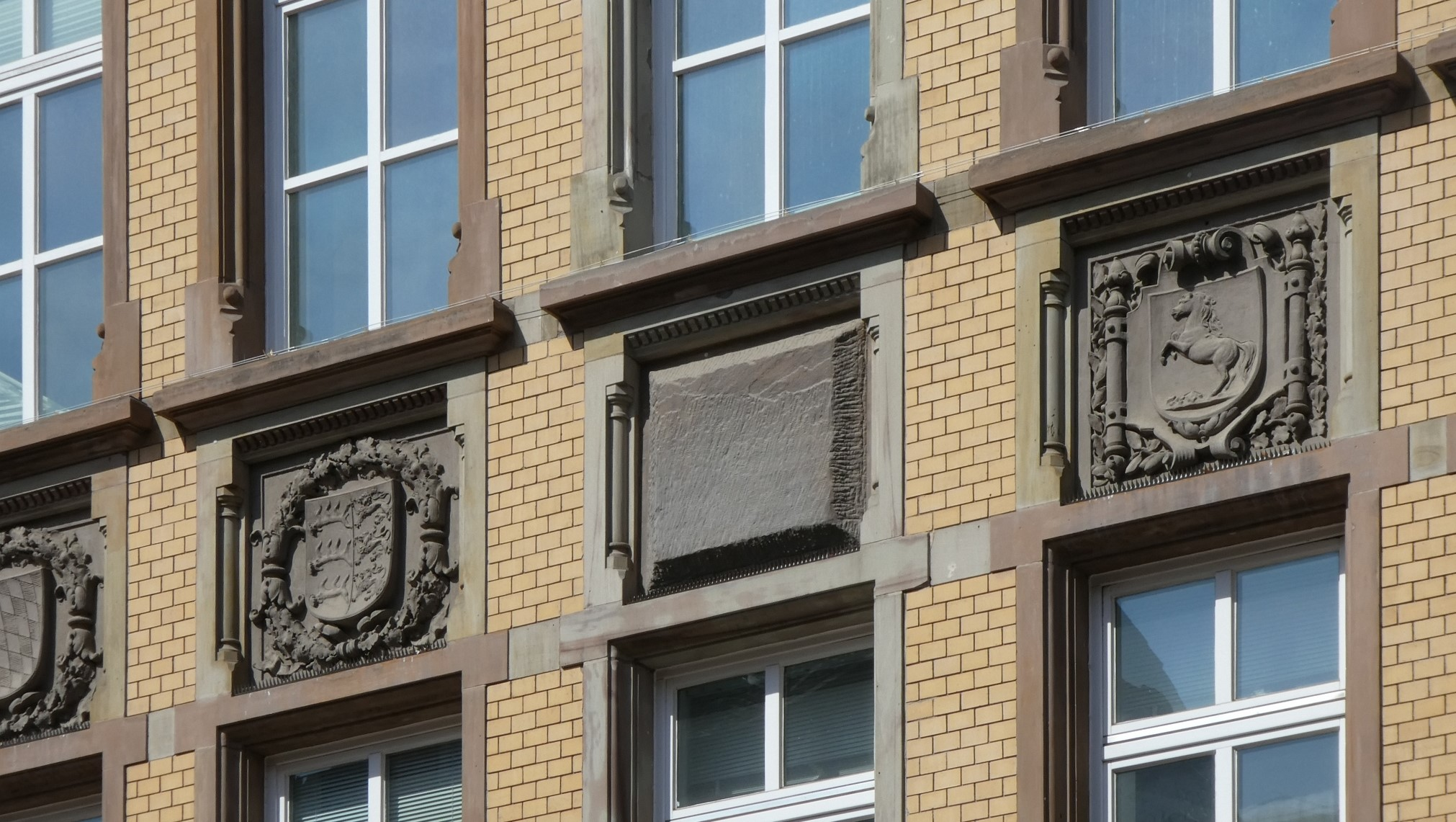
Bossierte Fläche eines nicht fertiggestellten Wappenreliefs (Göttingen, Weender Straße 15)

### Hebebossen
In der antiken und altamerikanischen Bautechnik wurden vielfach unfertige, noch bossierte Steinbauteile an die Baustelle geliefert, um deren empfindliche Oberflächen zu schonen. Erst im eingebauten Zustand an Ort und Stelle erfolgte die steinmetzmäige Schlussbearbeitung der Steinbauteile. Eine Besonderheit sind sogenannte Hebebossen als weit vorstehende Steinbuckel. Sie dienten bei großen und schweren Steinbauteilen als Transporthilfe zum Einsatz für Hebelstangen und Hebetaue.

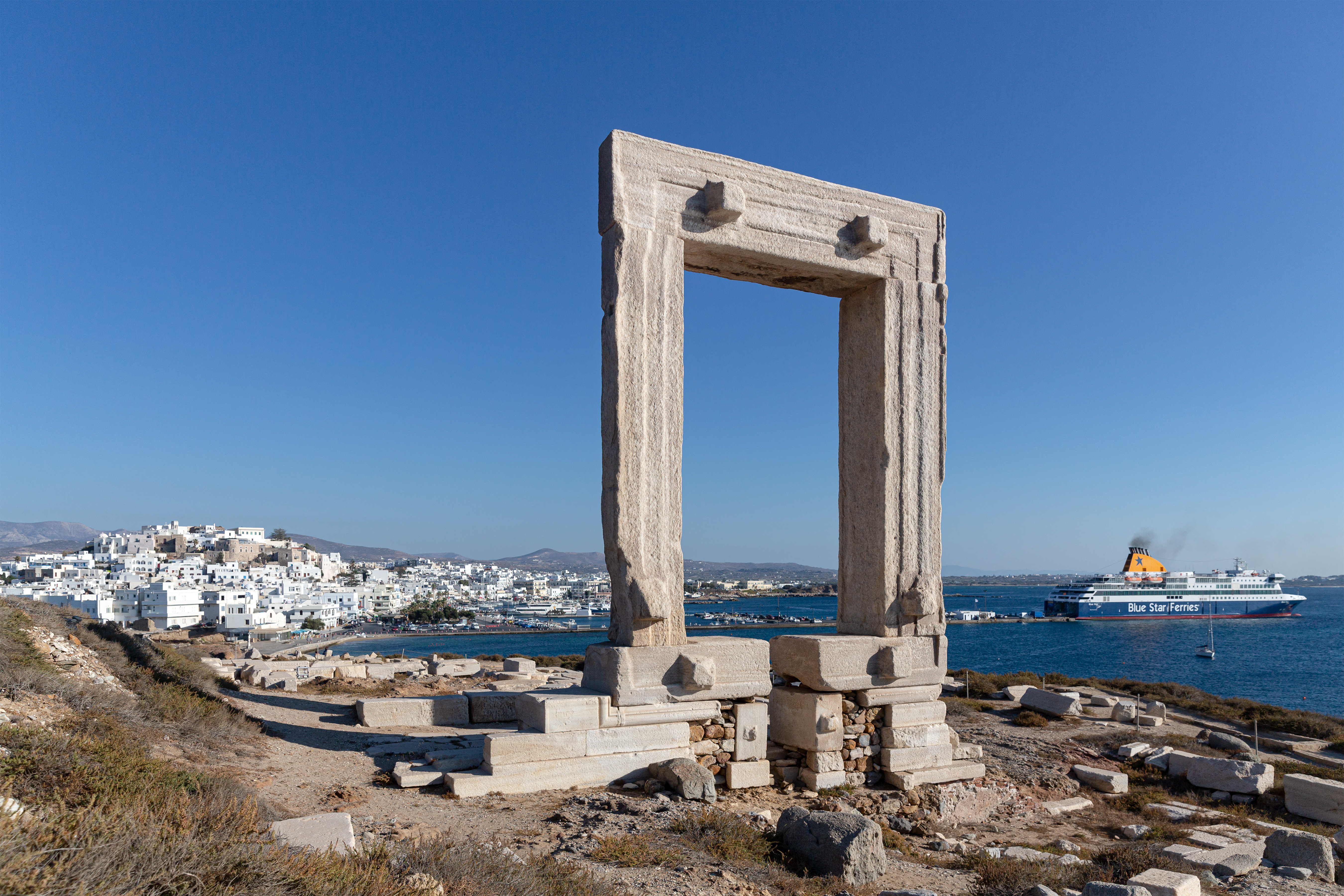
Hebebossen am monumentalen Tempeltor der Portara von Naxos